# Extensible Stylesheet Language Transformations
XSLT o Transformaciones XSL es un estándar de la organización W3C que presenta una forma de transformar documentos XML en otros e incluso a formatos que no son XML.
Las hojas de estilo XSLT - aunque el término de hojas de estilo no se aplica sobre la función directa del XSLT - realizan la transformación del documento utilizando una o varias reglas de plantilla. Estas reglas de plantilla unidas al documento fuente a transformar alimentan un procesador de XSLT, el que realiza las transformaciones deseadas poniendo el resultado en un archivo de salida, o, como en el caso de una página web, las hace directamente en un dispositivo de presentación tal como el monitor del usuario.
Actualmente, XSLT es muy usado en la edición web, generando páginas HTML o XHTML. La unión de XML y XSLT permite separar contenido y presentación, aumentando así la productividad.